# Carl Hourtz
Carl Hourtz (* 12. Februar 1883 in Duisburg; † nicht zu ermitteln) war ein deutscher Politiker (DDP). Er war Abgeordneter des Preußischen Landtages.

## Leben
Der Katholik Hourtz war Bäckermeister in Bochum. Von 1925 bis 1929 war er Mitglied des Parteiausschusses, 1929/30 Mitglied des Parteivorstandes der Deutschen Demokratischen Partei (DDP).
Von 1925 bis 1928 war er Mitglied des Preußischen Landtages. 